# Bulle d'or
Pour les articles homonymes, voir Bulle d'or (homonymie).

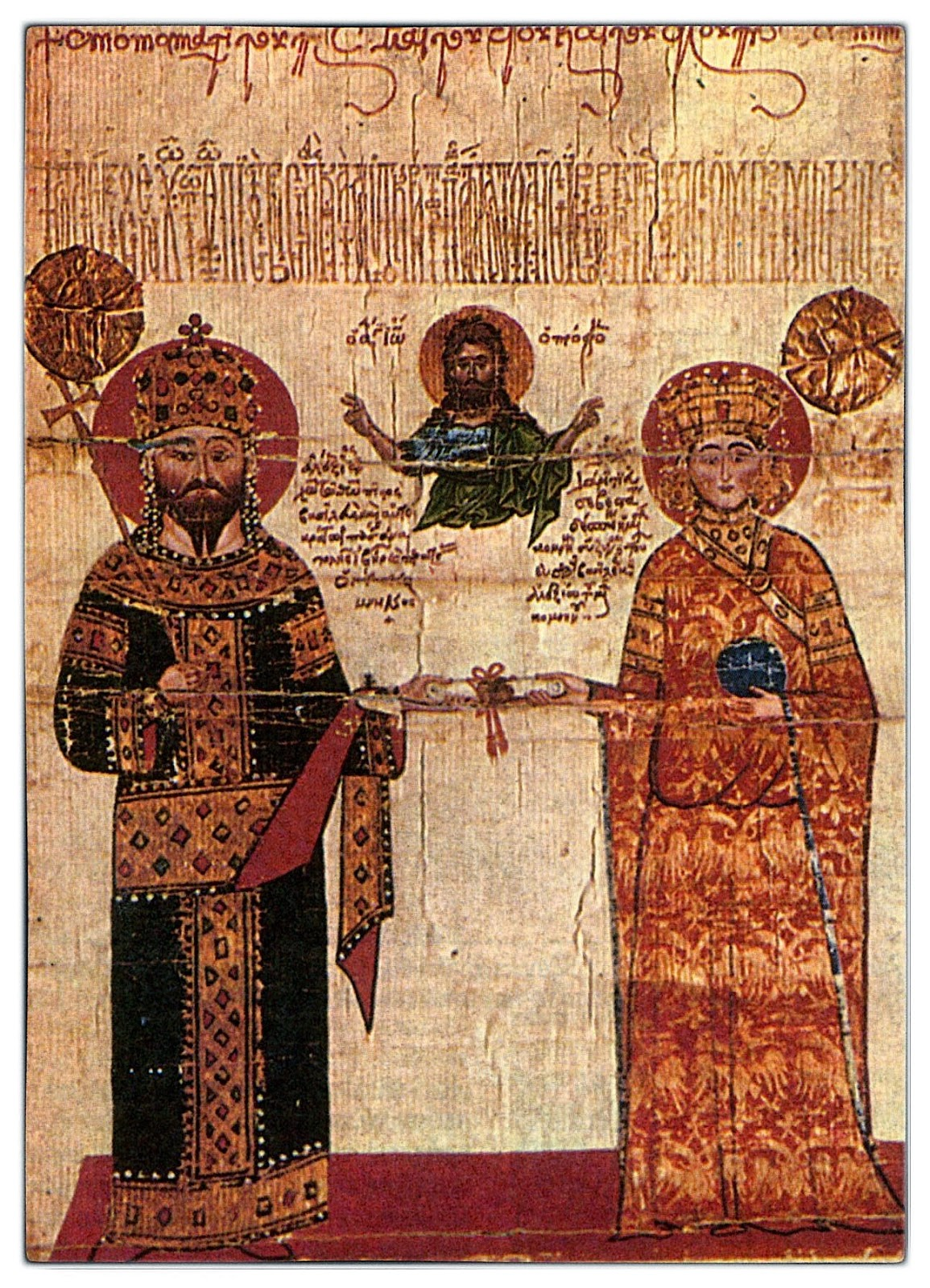
Chrysobulle impériale d'Alexis III de Trébizonde, 1374.

La bulle d'or ou chrysobulle (latin : bulla aurea) est un document officiel particulier utilisé par la chancellerie impériale de Byzance et adopté au Moyen Âge par les cours occidentales.
Le mot provient du grec chrysos (χρυσος), « or » et du latin bulla, « objet rond », par référence au sceau apposé sur les documents officiels : par extension, ce terme est employé pour désigner le document entier. Pour souligner l'importance de l'édit, le sceau a pour caractéristique d'être en or.

## La tradition byzantine
La bulle d'or a pour origine l'Empire byzantin et constitue un élément particulièrement important des moyens diplomatiques.
L'idéologie officielle de l'Empire repose sur l'idée que l'empereur byzantin est choisi par Dieu pour être le dirigeant de l'unique légitime empire universel.
Les Byzantins réussissent à persuader les autres États de les accepter, les Bulles d'or étant présentées comme des actes de grâce impériale mais ils les utilisent de facto comme des traités sans avoir à reconnaître les puissances étrangères sur un plan d'égalité. Elles sont également un moyen pour permettre à l'empire de maintenir l'illusion que, même à la suite de concessions humiliantes faites à de puissants voisins, il conserve une certaine supériorité.
Pendant près de huit cents ans, les bulles d'or sont délivrées de manière unilatérale, sans aucune obligation de la part de la partie adverse ce qui s'avère avec le temps défavorable aux Byzantins qui cherchent à limiter l'ambition des puissances étrangères à leur détriment. À partir du XIIe siècle, les Byzantins commencent à ajouter, dans les bulles d'or, la déclaration sous serment des obligations de leurs partenaires de négociation.

## L'usage occidental

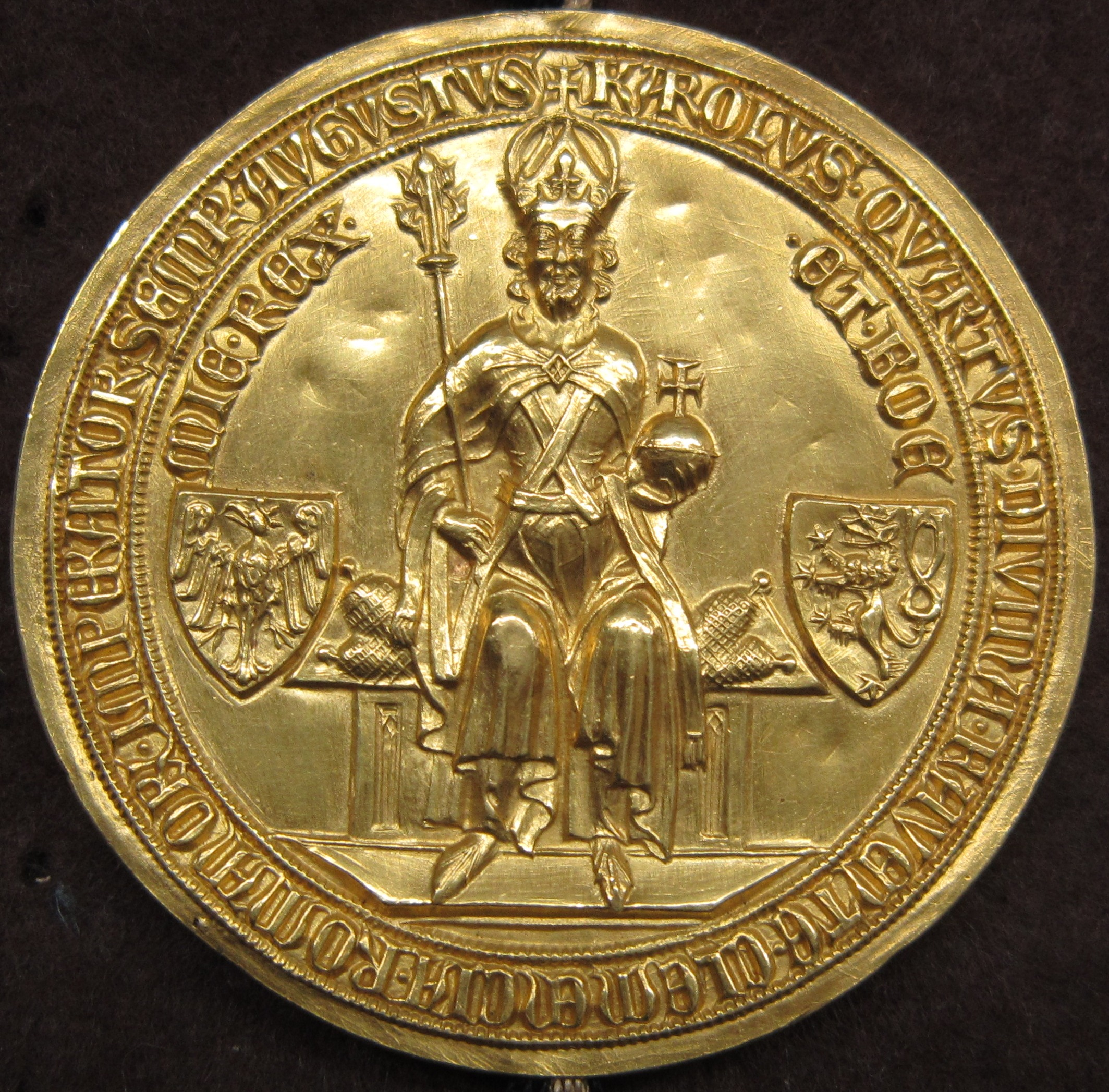
La bulle d'or de 1356 utilisée par Charles IV du Saint-Empire.

Dès le Moyen Âge, certains monarques européens adoptent les bulles d'or imitant ainsi les Byzantins, mais elles sont utilisés avec beaucoup plus de parcimonie : on peut cependant citer la bulle pontificale et la bulle impériale. Le caractère exceptionnel de leur utilisation leur a donné une importance beaucoup plus grande.

### Liste
Parmi les plus importants documents de ce type émis au cours de l'histoire, il y a :

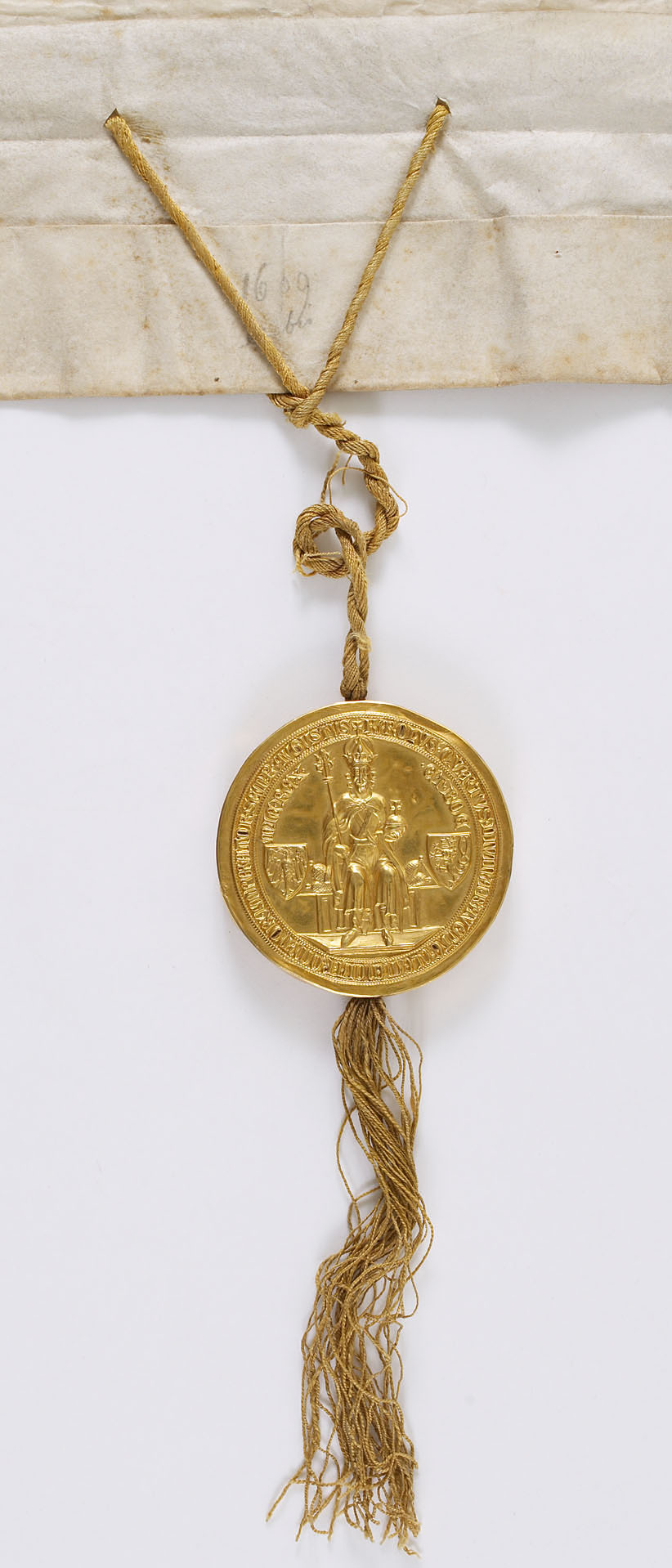
Émancipation par Charles IV, empereur germanique, du dauphin de France Charles (futur Charles VI) Archives nationales - AE-III-104.

- la Bulle d'or de 1082 de l'empereur Alexis Ier Comnène sur les droits commerciaux de la république de Venise en Orient ;
- la Bulle d'or de 1126 de l'empereur Jean II Comnène sur les droits commerciaux de la république de Venise ;
- la Bulle d'or de Lyon, édictée par l'empereur Frédéric Barberousse le 18 novembre 1157, qui donne à l'archevêché de Lyon la souveraineté absolue sur l'ensemble de la ville de Lyon ;
- la Bulle d'or de Tarentaise, édictée également par Frédéric Barberousse, et qui confirme les pouvoirs accordés par la charte de Rodolphe III à l'archevêque de Tarentaise ;
- la Bulle d'or de Sicile édictée en 1212 par l'empereur Frédéric II du Saint-Empire, rendant héréditaire le titre de roi de Bohême et conférant à la Bohême un statut particulier au sein du Saint-Empire romain germanique ;
- la Bulle d'or de 1213 de l'empereur Frédéric II du Saint-Empire ;
- la Bulle d'or de 1214 de l'empereur Frédéric II du Saint-Empire sur les concessions territoriales au roi Valdemar Ier de Danemark ;
- la Bulle d'or de 1222 du roi André II de Hongrie, établissant les droits des nobles hongrois ;
- la Goldenen Freibrief de 1224 du roi André II de Hongrie ;
- la Bulle d'or de Rimini de 1226 de l'empereur Frédéric II du Saint-Empire ;
- la Bulle d'or de 1267 du roi Béla IV de Hongrie ;
- la Bulle d'or de 1348 du roi Charles Ier de Bohême ;
- la Bulle d'or de 1356 de l'empereur Charles IV du Saint-Empire et de la Reichstag sur les règles de succession impériale ;
- la Bulle d'or de 1702 de l'empereur Léopold Ier du Saint-Empire.